# Dongusaure
El dongusaure (Dongusaurus schepetovi) és una espècie extinta de sinàpsids del clade dels terocèfals i la família dels bàurids que visqueren en allò que avui en dia és l'Europa oriental durant el Permotriàsic, fa uns 250 milions d'anys. Se n'han trobat restes fòssils a la formació del Donguz (Rússia). Es tracta de l'única espècie del gènere Dongusaurus. Es diferencia d'Antecosuchus pel fet de tenir més dents postcanines i l'absència d'un diastema entre les dents anteriors i les postcanines. Ha estat classificat alternativament entre els ericiolacèrtids, entre els bàurids i com a baurioïdeu incertae sedis. El nom genèric Dongusaurus significa ‘llangardaix del Donguz’.